# ドウカンヤシマ
ドウカンヤシマ（欧字名:Dokan Yashima、1980年3月24日 - 不明）は、日本の競走馬、種牡馬。
6年連続重賞勝利という日本中央競馬会最多記録を樹立し、「忘れたころにやってくる」「年に一度のドウカンヤシマ」と形容された。また1984年の金杯（東）、1987年の金杯（西）を優勝しており、史上初めて金杯東西制覇を果たした。その他、重賞4勝を挙げている。

## 経歴

### デビューまで
ドウカンミキは、1969年に茨城県稲敷郡江戸崎町の栗山博牧場で生産された牝馬で、父はパーソロンであった。新井操が所有して競走馬としてデビューし、6戦1勝の成績を残した。引退後は、仔分け方式で繁殖牝馬となった。初仔は、北海道幕別町で生産しているが、それ以降は、北海道新冠町に移動している。
1979年の種付けにて、新井は小柄なドウカンミキを補うような体の大きな種牡馬を求め、相手にタケシバオーを選択。1980年3月24日、新冠町の細川農場で鹿毛の牡の仔、ドウカンミキの6番仔（後のドウカンヤシマ）が誕生した。仔は、小柄だったが、張りのある動きであった。尻の両側につむじを持つ馬で、素直な気性であった。農場の細川功一は「（前略）当歳時から幅があり、ひょっとしたらという感じがありました。」と農場時代を振り返っている。
新井は、太田道灌の末裔で、道灌から数えて16代目であった。太田道灌にちなみ「ドウカン」の冠名を使用しており、仔には、冠名に「ヤシマ」を組み合わせた「ドウカンヤシマ」という競走馬名が与えられた。美浦トレーニングセンターの田中朋次郎厩舎に入厩する。

### 競走馬時代

#### 3-4歳（1982-83年）
1982年9月4日、函館競馬場の新馬戦（芝1000メートル）に1番人気の支持でデビュー。直線で抜け出し、後方に7馬身差をつけて初勝利となった。条件戦も制して連勝とし、府中3歳ステークスでは1番人気に推されながら4着と初めて敗戦した。
11月7日、京成杯3歳ステークスでは重賞優勝馬を抑えて1番人気に支持された。ハイペースの展開の中、好位に位置。直線で抜け出そうとするも、好位または後方から追い上げてきた3頭と横並びとなった。特に、内から伸びたデアリングパワーとは馬体を併せて決勝線を通過した。写真判定の結果、ドウカンヤシマの先着が認められ重賞初勝利となった。騎乗した郷原洋行は「あの位置なら、直線もっと伸びなきゃいけない。勝ったけど納得しないよ」と回顧している。それから朝日杯3歳ステークスに臨み、11着に敗れた。
1983年、2月13日の共同通信杯4歳ステークスで始動するも、13着敗退。その後は、クラシック路線を歩む予定であったが、スプリングステークスの発馬機で暴れて鼻出血を発症し、競走除外。出走停止処分を受け、皐月賞、東京優駿（日本ダービー）への出走は叶わなかった。
出走停止明け3連敗の後、8月21日の函館記念に大塚栄三郎が騎乗し、負担重量51キログラムで出走。皐月賞優勝のハワイアンイメージ、桜花賞優勝のブロケード、リーゼングロスら相手に逃げ、一時2番手に6馬身差をつけるなど独走した。直線に入っても先頭を保ち、追い上げてくる後方勢に2馬身半差をつけて先頭で入線、重賞2勝目を挙げた。13頭立て11番人気の支持を受けており、単勝式2060円、枠番連勝5770円の高配当を記録した。秋は、セントライト記念、京都新聞杯と連続3着を記録し、菊花賞ではクラシック出走を果たしたが、悪い癖が出ていつもの力を発揮できず、17着に敗れた。年末には、オープン競走に出走するも10着に敗退した。

#### 5-7歳（1984-86年）
1984年初めの金杯（東）で始動、菊花賞で見られた悪癖矯正を大塚と厩務員の下川原で取り組み、5番人気で出走した。好位に位置し、直線で先行勢をかわすと、独走態勢となり、後方に3馬身差をつけて重賞3勝目となった。大塚は第3コーナーの時点で勝利を確信していた。以後6戦したが、京王杯スプリングカップ2着が目立つほどで勝利を挙げることができなかった。
1985年も金杯（東）で始動、連覇を狙ったものの14着となり、4戦続けて二桁着順に敗退した。続いて東京新聞杯（GIII）に、15頭中10番人気の支持で出走、負担重量はメンバー中最も大きかった。2番手に位置し、直線で内側から抜け出した。後方から迫ったダスゲニーを半馬身振り切り重賞4勝目となった。大塚は「（前略）でも正直いってまさか勝てるとはねえ」と述懐している。1969年にタケシバオーも制していることから、東京新聞杯父仔制覇を達成した。単勝式は4050円、枠番連勝式は8350円の高配当となった。その後、中山記念2着と好走するなど4戦したが、いずれも勝利することはできなかった。
1986年も同様に金杯（東）で始動したが8着敗退。以降春は4回出走するも安田記念4着が最高であった。田中は苦戦する平地競走に見切りをつけようと、障害競走の練習を開始するほどであった。夏は函館競馬場に身を置き、巴賞4着、函館記念3着となるなど、好走した。その後は、勝利目指して比較的メンバーの揃わない関西に移籍し、栗東トレーニングセンターの鹿戸明厩舎に転厩した。
転厩初戦、9月14日の朝日チャレンジカップ（GIII）に出走。逃げて後方から追い上げるライフタテヤマをクビ差退け、重賞5勝目を挙げた。美浦所属の大塚から、乗り替わった栗東所属の清水英次は、「（前略）なんとか粘り切ったが凄い馬だね」と振り返っている。その後は関東の天皇賞（秋）や、福島競馬場の福島記念に出走したが、いずれも勝利することはできなかった。

#### 8歳（1987年）
1987年は、金杯（西）（GIII）で始動、負担重量はメンバー中最も大きい58.5キログラムであり、6番人気であった。スタートから逃げて平均ペースを刻み、直線で後方からの追い上げなく、1馬身4分の1差で逃げ切り重賞6勝目となった。3歳時の京成杯3歳ステークスから6年連続重賞勝利となり、それまでスピードシンボリが保持していた5年連続重賞勝利を上回る史上最長記録となった。さらに、東西の金杯を両方勝利したことも史上初であった。清水は「展開に恵まれたね。距離もぴったりだし、いい感じで逃げた時は馬自身も気持ちよさそうだ。勝つべくして勝った感じです」と述懐している。その後は、球節の状態が好ましくないことから放牧に出された。復帰は秋となり、マイルチャンピオンシップ、愛知杯と連戦したが、馬体重の減少していたこともあり、どちらも二桁着順に敗れた。
馬体重を戻して、7年連続重賞勝利記録に挑戦させる計画もあったが、種牡馬としての期待もあったことから競走馬を引退。1988年1月11日に京都競馬場にて、金杯（西）優勝時のゼッケン「9」を着用し、清水が騎乗した上で引退式が行われた。

### 種牡馬時代
1988年1月、北海道新冠町高江の新冠町畜産センターで種牡馬となった。102頭の産駒を残し、キンコーバトラが荒尾競馬場のサラブレッド大賞典など地方重賞4勝を挙げている。1995年に用途変更された。

## 競走成績
以下の内容は、netkeiba.comおよびJBISサーチの情報に基づく。
| 競走日     | 競馬場 | 競走名              | 格      | 距離（馬場）  | 頭 数 | 枠 番 | 馬 番 | オッズ （人気） | 着順     | タイム   | 着差 | 騎手        | 斤量 [kg] | 1着馬（2着馬）         |
| ---------- | ------ | ------------------- | ------- | ------------- | ----- | ----- | ----- | --------------- | -------- | -------- | ---- | ----------- | --------- | ---------------------- |
| 1982.09.04 | 函館   | 3歳新馬             |         | 芝1000m（良） | 8     | 5     | 5     | 004.40（1人）   | 01着     | -059.7   |      | 0郷原洋行   | 53        | （ダイナアグリー）     |
| 0000.09.25 | 函館   | コスモス賞          | 400万下 | 芝1200m（良） | 9     | 2     | 2     | 004.30（1人）   | 01着     | 1:10.9   |      | 0郷原洋行   | 53        | （サンヤングシチー）   |
| 0000.10.23 | 東京   | 府中3歳S            |         | 芝1400m（良） | 8     | 7     | 7     | 001.60（1人）   | 04着     | 1:25.5   |      | 0郷原洋行   | 54        | デアリングパワー       |
| 0000.11.07 | 東京   | 京成杯3歳S          |         | 芝1400m（重） | 9     | 4     | 4     | 005.50（1人）   | 01着     | 1:26.3   |      | 0郷原洋行   | 54        | （デアリングパワー）   |
| 0000.12.12 | 中山   | 朝日杯3歳S          |         | 芝1600m（良） | 15    | 4     | 7     | 010.50（3人）   | 11着     | 1:37.1   |      | 0郷原洋行   | 54        | ニシノスキー           |
| 1983.02.13 | 東京   | 共同通信杯4歳S      |         | 芝1800m（良） | 14    | 7     | 12    | 027.30（9人）   | 13着     | 1:52.1   |      | 0郷原洋行   | 56        | ミスターシービー       |
| 0000.03.06 | 中山   | 弥生賞              |         | 芝1800m（良） | 14    | 7     | 12    | 086.7（11人）   | 04着     | 1:50.6   |      | 0大塚栄三郎 | 55        | ミスターシービー       |
| 0000.03.27 | 中山   | スプリングS         |         | 芝1800m（不） | 15    | 2     | 2     | 競走除外        | 競走除外 | 競走除外 |      | 0大塚栄三郎 | 56        | タケノヒエン           |
| 0000.05.28 | 東京   | NZT4歳S             |         | 芝1600m（良） | 15    | 8     | 15    | 016.30（7人）   | 05着     | 1:38.1   |      | 0大塚栄三郎 | 56        | アップセッター         |
| 0000.07.03 | 札幌   | 札幌記念            |         | ダ2000m（良） | 16    | 5     | 10    | 049.7（10人）   | 12着     | 2:09.0   |      | 0大塚栄三郎 | 51        | オーバーレインボー     |
| 0000.07.24 | 札幌   | 短距離S             |         | ダ1200m（良） | 12    | 6     | 7     | 022.10（6人）   | 11着     | 1:14.0   |      | 0大塚栄三郎 | 53        | ハワイアンイメージ     |
| 0000.08.21 | 函館   | 函館記念            |         | 芝2000m（不） | 13    | 2     | 2     | 027.8（11人）   | 01着     | 2:04.5   |      | 0大塚栄三郎 | 51        | （ブロケード）         |
| 0000.10.02 | 中山   | セントライト記念    |         | 芝2200m（良） | 12    | 2     | 2     | 008.90（5人）   | 03着     | 2:14.8   |      | 0大塚栄三郎 | 56        | メジロハイネ           |
| 0000.10.23 | 京都   | 京都新聞杯          |         | 芝2000m（良） | 16    | 7     | 13    | 025.20（5人）   | 03着     | 2:03.2   |      | 0大塚栄三郎 | 57        | カツラギエース         |
| 0000.11.13 | 京都   | 菊花賞              |         | 芝3000m（良） | 21    | 5     | 12    | 026.80（8人）   | 17着     | 3:11.6   |      | 0大塚栄三郎 | 57        | ミスターシービー       |
| 0000.12.24 | 中山   | 4歳上オープン       |         | 芝1600m（良） | 14    | 8     | 13    | 014.70（7人）   | 10着     | 1:35.1   |      | 0大塚栄三郎 | 56        | ロバリアアモン         |
| 1984.01.05 | 中山   | 金杯（東）          | GIII    | 芝2000m（良） | 16    | 8     | 16    | 013.30（5人）   | 01着     | 2:01.8   |      | 0大塚栄三郎 | 53        | （スピーデイタイガー） |
| 0000.02.19 | 東京   | 目黒記念            | GII     | 芝2500m（稍） | 10    | 1     | 1     | 009.30（4人）   | 07着     | 2:38.7   |      | 0大塚栄三郎 | 55        | ダイセキテイ           |
| 0000.03.11 | 中山   | 中山記念            | GII     | 芝1800m（良） | 11    | 4     | 4     | 019.90（6人）   | 08着     | 1:50.4   |      | 0大塚栄三郎 | 56        | テュデナムキング       |
| 0000.04.22 | 東京   | 京王杯スプリングC   | GII     | 芝1400m（良） | 22    | 3     | 6     | 022.90（6人）   | 02着     | 1:23.9   |      | 0大塚栄三郎 | 56        | ハッピープログレス     |
| 0000.05.13 | 東京   | 安田記念            | GI      | 芝1600m（良） | 22    | 6     | 16    | 013.30（6人）   | 10着     | 1:39.1   |      | 0大塚栄三郎 | 57        | ハッピープログレス     |
| 0000.06.03 | 阪神   | 宝塚記念            | GI      | 芝2200m（良） | 15    | 1     | 1     | 034.80（8人）   | 14着     | 2:14.7   |      | 0大塚栄三郎 | 56        | カツラギエース         |
| 0000.12.02 | 中山   | ダービー卿CT        | GIII    | 芝1600m（良） | 17    | 8     | 17    | 060.6（13人）   | 17着     | 1:35.9   |      | 0大塚栄三郎 | 58        | トウショウペガサス     |
| 1985.01.06 | 中山   | 金杯（東）          | GIII    | 芝2000m（良） | 16    | 8     | 16    | 062.6（12人）   | 14着     | 2:03.5   |      | 0大塚栄三郎 | 55        | スズパレード           |
| 0000.02.03 | 東京   | 東京新聞杯          | GIII    | 芝1600m（良） | 16    | 6     | 12    | 054.8（10人）   | 01着     | 1:35.4   |      | 0大塚栄三郎 | 58        | （ダスゲニー）         |
| 0000.03.10 | 中山   | 中山記念            | GII     | 芝1800m（稍） | 11    | 1     | 1     | 013.60（5人）   | 02着     | 1:47.6   |      | 0大塚栄三郎 | 57        | トウショウペガサス     |
| 0000.04.21 | 東京   | 京王杯スプリングC   | GII     | 芝1400m（稍） | 13    | 4     | 6     | 009.60（2人）   | 09着     | 1:24.7   |      | 0大塚栄三郎 | 57        | ニホンピロウイナー     |
| 0000.05.12 | 東京   | 安田記念            | GI      | 芝1600m（良） | 17    | 3     | 6     | 038.00（6人）   | 15着     | 1:37.2   |      | 0大塚栄三郎 | 57        | ニホンピロウイナー     |
| 0000.12.21 | 中山   | クリスマスS         | OP      | 芝1600m（良） | 15    | 2     | 3     | 067.5（12人）   | 09着     | 1:35.8   |      | 0柴崎勇     | 61        | アカネダイモン         |
| 1986.01.05 | 中山   | 金杯（東）          | GIII    | 芝2000m（良） | 13    | 7     | 10    | 014.80（7人）   | 08着     | 2:02.9   | -1.3 | 0柴崎勇     | 56        | クシロキング           |
| 0000.01.26 | 東京   | アレキサンドライトS | OP      | ダ1400m（良） | 7     | 3     | 3     | 021.00（7人）   | 06着     | 1:26.2   | -0.8 | 0柴崎勇     | 61        | ロバリアアモン         |
| 0000.03.30 | 中山   | 日経賞              | GII     | 芝2500m（重） | 12    | 6     | 7     | 041.4（10人）   | 08着     | 2:36.7   | -1.5 | 0大塚栄三郎 | 57        | チェスナットバレー     |
| 0000.04.20 | 東京   | 京王杯スプリングC   | GII     | 芝1400m（不） | 12    | 4     | 4     | 017.80（9人）   | 08着     | 1:25.7   | -2.0 | 0大塚栄三郎 | 57        | トーアファルコン       |
| 0000.05.11 | 東京   | 安田記念            | GI      | 芝1600m（良） | 11    | 5     | 5     | 048.00（9人）   | 04着     | 1:36.7   | -1.2 | 0大塚栄三郎 | 57        | ギャロップダイナ       |
| 0000.08.03 | 函館   | 巴賞                | OP      | 芝1800m（良） | 5     | 3     | 3     | 008.10（3人）   | 04着     | 1:47.1   | -0.7 | 0大塚栄三郎 | 59        | ウインザーノット       |
| 0000.08.17 | 函館   | 函館記念            | GIII    | 芝2000m（良） | 11    | 7     | 8     | 012.60（6人）   | 03着     | 1:59.2   | -0.6 | 0大塚栄三郎 | 56        | ニッポーテイオー       |
| 0000.09.14 | 阪神   | 朝日チャレンジC     | GIII    | 芝2000m（良） | 7     | 3     | 3     | 005.60（3人）   | 01着     | 1:59.7   | -0.0 | 0清水英次   | 58        | （ライフタテヤマ）     |
| 0000.10.05 | 京都   | 京都大賞典          | GII     | 芝2400m（良） | 7     | 3     | 3     | 005.70（3人）   | 05着     | 2:27.5   | -0.6 | 0清水英次   | 57        | スズカコバン           |
| 0000.10.26 | 東京   | 天皇賞（秋）        | GI      | 芝2000m（良） | 16    | 6     | 12    | 049.6（13人）   | 08着     | 1:59.7   | -1.4 | 0清水英次   | 58        | サクラユタカオー       |
| 0000.11.16 | 福島   | 福島記念            | GIII    | 芝2000m（稍） | 14    | 3     | 4     | 004.60（3人）   | 05着     | 2:03.3   | -0.4 | 0坂井千明   | 59        | ランニングフリー       |
| 0000.12.20 | 阪神   | セントウルS         | OP      | 芝2200m（重） | 11    | 5     | 6     | 007.70（5人）   | 07着     | 2:16.6   | -1.0 | 0清水英次   | 60        | スピードヒーロー       |
| 1987.01.05 | 京都   | 金杯（西）          | GIII    | 芝2000m（稍） | 15    | 5     | 9     | 012.90（6人）   | 01着     | 2:03.2   | -0.2 | 0清水英次   | 58.5      | （トウショウレオ）     |
| 0000.11.22 | 京都   | マイルCS            | GI      | 芝1600m（良） | 13    | 5     | 8     | 088.2（11人）   | 12着     | 1:37.8   | -2.9 | 0清水英次   | 57        | ニッポーテイオー       |
| 0000.12.13 | 中京   | 愛知杯              | GIII    | 芝2000m（良） | 15    | 5     | 9     | 022.6（10人）   | 14着     | 2:03.3   | -3.0 | 0清水英次   | 59        | ピーターホーラー       |

- レース名太字は、八大競走を表す。1984年よりグレード制導入。

## 特徴・評価
生涯成績8勝のうち3歳時の条件戦2戦を除いた6勝は、現役期間の3歳から8歳まで、各年1勝ずつ異なる重賞で記録されたものであった。4歳以降の現役期間は、出走回数の多少に関わらず例外なく年1勝のみにとどまっていたことから「年に一度のドウカンヤシマ」・「忘れたころにやってくる」と形容された。なおこの重賞6勝のうち同じ競馬場での重賞は、2競走1組（京成杯3歳ステークス・東京新聞杯）のみであり、5つの競馬場（函館・中山・東京・京都・阪神）で重賞制覇を達成している。
新井は「なんといってもドウカンヤシマが一番思い出に残る馬ですよ」ととしている。人気薄での重賞制覇が多かったことから、市丸博司は「重馬場専用というわけでもなく、軽ハンデでしか来ないわけでもなく、全く馬券の買いようがない」。細川は「買ってもなかなか当たらないし、かといって買わなきゃ絶対当たらない。まるで宝クジみたいな馬でしたね〔ママ〕」としている。

## 血統表
| ドウカンヤシマの血統ハイペリオン系 / プリメロ・Avena4×5=9.38% | ドウカンヤシマの血統ハイペリオン系 / プリメロ・Avena4×5=9.38% | ドウカンヤシマの血統ハイペリオン系 / プリメロ・Avena4×5=9.38% | （血統表の出典） | （血統表の出典） |
| 父 タケシバオー 1965 鹿毛 日本                                | 父の父*チャイナロック China Rock 1953 栃栗毛 イギリス         | Rockefella                                                    | Hyperion         | Hyperion         |
| 父 タケシバオー 1965 鹿毛 日本                                | 父の父*チャイナロック China Rock 1953 栃栗毛 イギリス         | Rockefella                                                    | Rockfel          |                  |
| 父 タケシバオー 1965 鹿毛 日本                                | 父の父*チャイナロック China Rock 1953 栃栗毛 イギリス         | May Wong                                                      | Rustom Pasha     | Rustom Pasha     |
| 父 タケシバオー 1965 鹿毛 日本                                | 父の父*チャイナロック China Rock 1953 栃栗毛 イギリス         | May Wong                                                      | Wezzan           |                  |
| 父 タケシバオー 1965 鹿毛 日本                                | 父の母タカツナミ 1958 黒鹿毛 日本                             | ヤシママンナ                                                  | *プリメロ        | *プリメロ        |
| 父 タケシバオー 1965 鹿毛 日本                                | 父の母タカツナミ 1958 黒鹿毛 日本                             | ヤシママンナ                                                  | 第参マンナ       |                  |
| 父 タケシバオー 1965 鹿毛 日本                                | 父の母タカツナミ 1958 黒鹿毛 日本                             | *クニビキ                                                     | Nice Day         | Nice Day         |
| 父 タケシバオー 1965 鹿毛 日本                                | 父の母タカツナミ 1958 黒鹿毛 日本                             | *クニビキ                                                     | Starlet          |                  |
| 母 ドウカンミキ 1969 黒鹿毛 日本                              | 母の父*パーソロン Partholon 1960 鹿毛 アイルランド            | Milesian                                                      | My Babu          | My Babu          |
| 母 ドウカンミキ 1969 黒鹿毛 日本                              | 母の父*パーソロン Partholon 1960 鹿毛 アイルランド            | Milesian                                                      | Oatflake         |                  |
| 母 ドウカンミキ 1969 黒鹿毛 日本                              | 母の父*パーソロン Partholon 1960 鹿毛 アイルランド            | Paleo                                                         | Pharis           | Pharis           |
| 母 ドウカンミキ 1969 黒鹿毛 日本                              | 母の父*パーソロン Partholon 1960 鹿毛 アイルランド            | Paleo                                                         | Calonice         |                  |
| 母 ドウカンミキ 1969 黒鹿毛 日本                              | 母の母ナイガイスター 1965 黒鹿毛 日本                         | *ガーサント Guersant                                          | Bubbles          | Bubbles          |
| 母 ドウカンミキ 1969 黒鹿毛 日本                              | 母の母ナイガイスター 1965 黒鹿毛 日本                         | *ガーサント Guersant                                          | Montagnana       |                  |
| 母 ドウカンミキ 1969 黒鹿毛 日本                              | 母の母ナイガイスター 1965 黒鹿毛 日本                         | トミユキ                                                      | セントライト     | セントライト     |
| 母 ドウカンミキ 1969 黒鹿毛 日本                              | 母の母ナイガイスター 1965 黒鹿毛 日本                         | トミユキ                                                      | 青東 F-No.5-l    |                  |

半姉ドウカンスピンの仔に1986年のスプリンターズステークス（GIII）優勝馬ドウカンテスコ。
ほか祖母ナイガイスターの半妹キラクハートの子孫に、エプソムカップ優勝馬サマンサトウショウ、GI競走3勝のスイープトウショウなどがいる。